# 三江学院
三江学院地处江苏南京，是经国家教育部批准的省属全日制普通本科高校，是江苏省民办本科普通高校。学校现有铁心桥主校区、东校区、南校区、东山校区四个校区。

## 校史沿革
三江学院的校名取自创立于1902年的三江师范学堂（南京大学、东南大学等高校的前身），1992年由南京大学、东南大学的退休教授陶永德、丁承憼等人发起筹办“三江大学”。

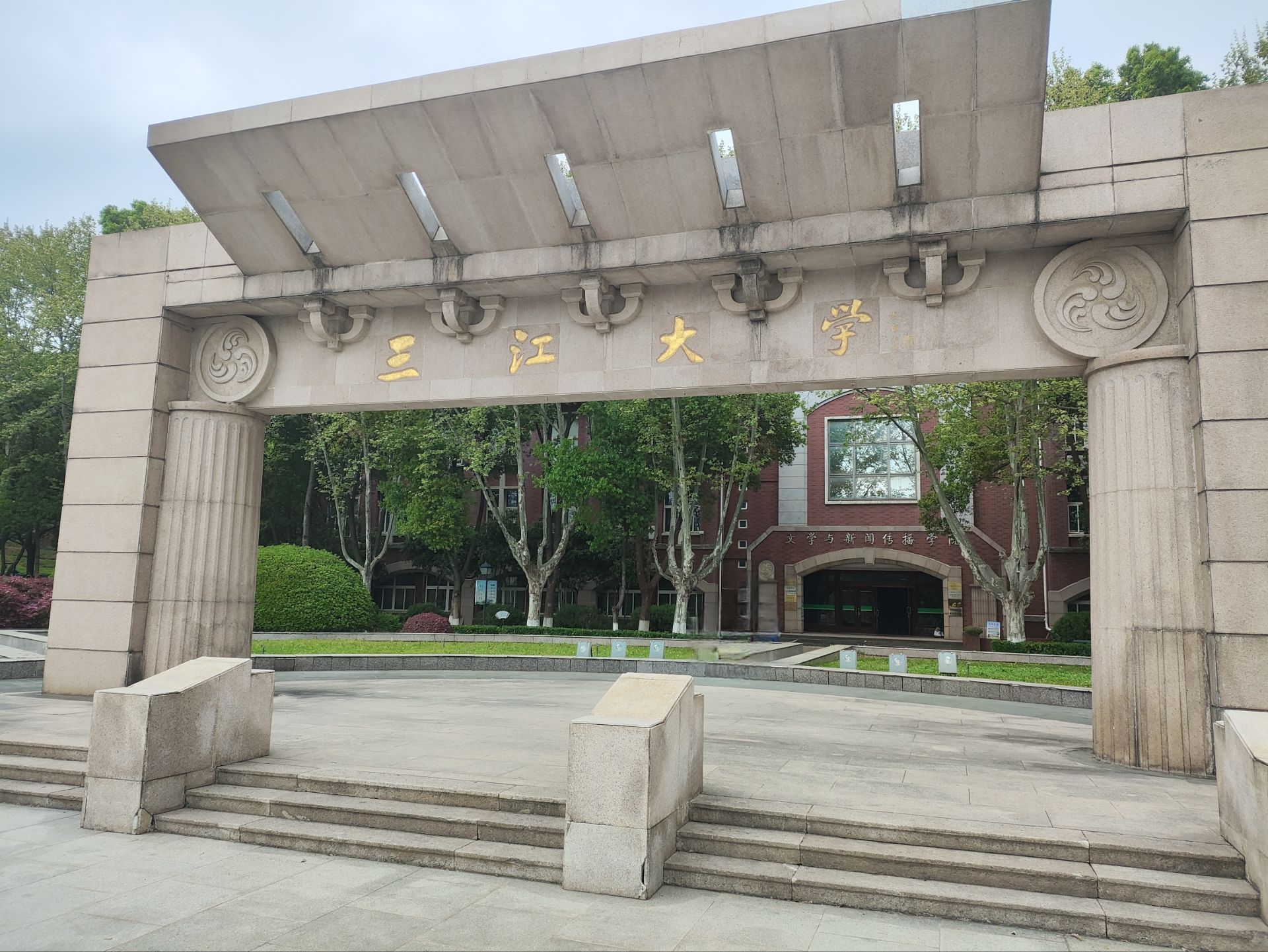
三江学院铁心桥校区一号门依旧保留了“三江大学”的字样

1993年6月开始招生，1999年建立新校区，定址南京市雨花台区铁心桥。
1995年4月由原国家教育委员会批准正式建校。
2002年2月经国家教育部批准升格为本科高校，定名为“三江学院”。

## 校名
三江学院命名“三江”，有两层意思。
- 其一，三江为源。诸多高校，其源头均可上溯到1902年创建的三江师范学堂。
- 其二，古称扬子江地区为“三江之地”，“三江”泛指长江下游地区，其中包括中国的经济重心长江三角洲。 以“三江”命名。

## 学校现状
- 2006年5月，通过江苏省学士学位授予权评审。
- 2008年3月，通过教育部普通高等学校本科教学工作水平评估。
- 2011年，学校成为江苏省高等教育综合改革实验区、江苏省“建立现代大学制度”项目的试点高校。
- 截止2019年，三江学院设有17个二级教学单位、4个直属单位、49个本科专业，有专任教师569人，有全日制本科在校生21306人。
- 2020年9月，由本校历史与文化地图研究院院长许盘清教授领衔申报的“中外南海历史舆图研究基地”获批为江苏高校哲学社会科学重点研究基地。[4]

## 学校环境
铁心桥主校区座落于南京城南雨花台区牛首山麓新秦淮河畔，位于二水三山之间，与青山绿水融为一体，绿化率达70%。校区占地面积共1030.4亩，建筑面积47.47万平方米。图书馆馆藏纸质图书130.07万册，电子图书214.59万种。中外文纸质现刊1242余种，非书资料3.9万件。

## 院系机构
设有17个二级教学单位：
- 外国语学院（国际教育学院）
- 文学与新闻传播学院
- 法商学院
- 计算机科学与工程学院
- 建筑学院
- 机械与电气工程学院
- 土木工程学院
- 电子信息工程学院
- 文化产业与旅游管理学院
- 艺术学院
- 高等职业技术学院
- 东山校区管委会
- 竹山路校区管委会
- 马克思主义学院
- 体育部
- 创新创业学院
- 数理部[6]

直属单位4个：
- 发展战略与规划研究院（发展规划研究所、高等教育研究所、学报）
- 历史与文化地图研究院
- 图书馆
- 信息化建设与管理中心[7]

## 学术期刊
《三江高教》（三江学院学报）是集文、理、工各门学科为一体的综合性学术期刊。

## 校训、校风
校训：唯实求真、开拓创新；校风：严谨、勤奋、坚毅、自强。